# Cavnic
Cavnic (en hongarès: Kapnikbánya; en alemany: Kapnik) és una antiga ciutat minera situada a la vall del riu Cavnic, 26 km est de Baia Mare, al comtat de Maramureș, al nord de Romania. La ciutat abasta 47,17 km², a altituds que oscil·len entre els 500 i els 1050 metres sobre el nivell del mar.

## Història
Cavnic es va documentar per primera vegada el 1336, com a Capnic. Va rebre el nom del riu, que va rebre el seu nom d'una paraula eslava, kopanе, que fa referència a l'excavació. L'activitat minera a la zona es remunta a l'època romana.

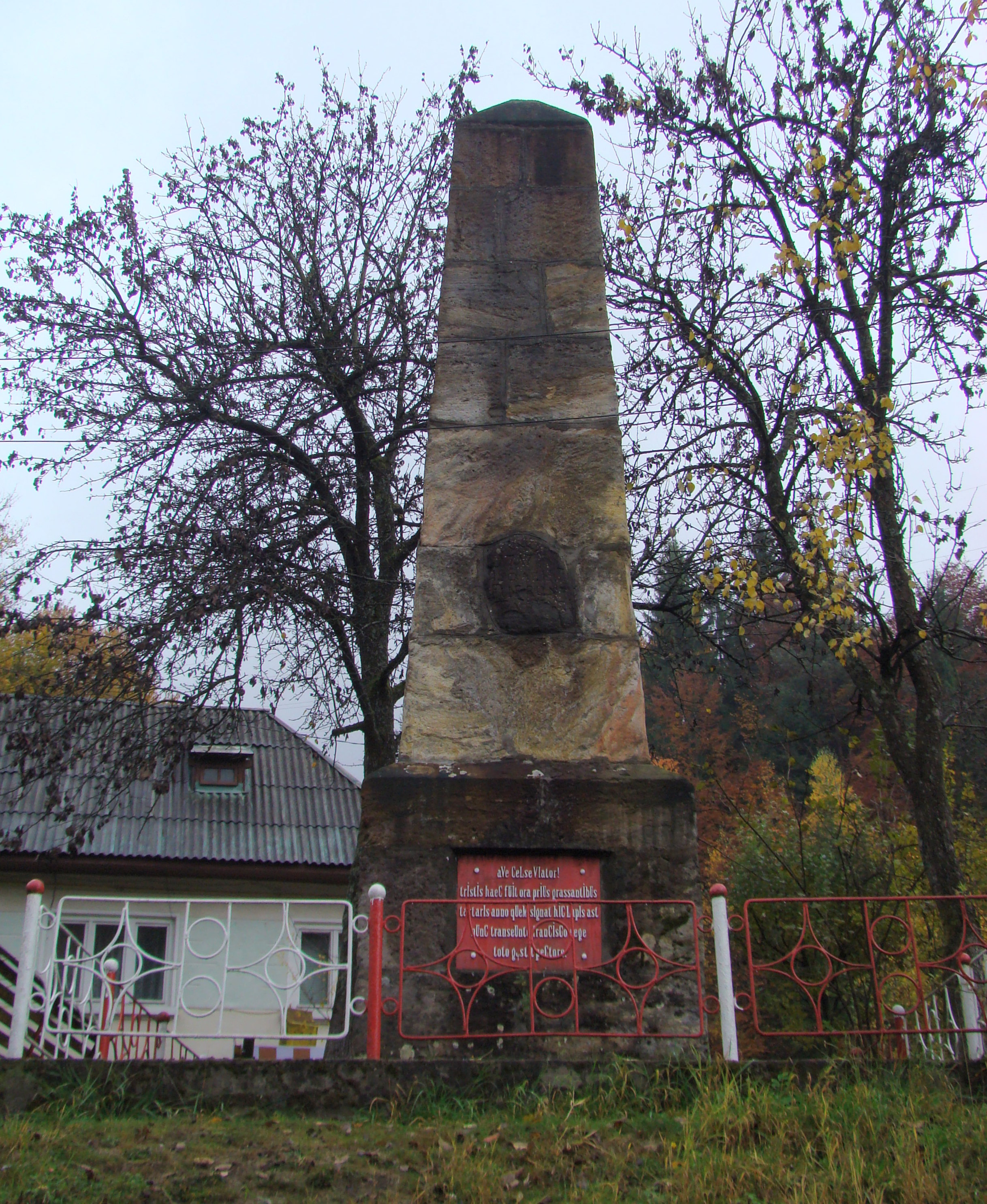
"Tatar Pole": monument erigit per celebrar la victòria de 1717 contra els tàtars

La ciutat va ser destruïda pels otomans el 1460 i pels tàtars el 1717, però la invasió dels tàtars va acabar amb la seva derrota del poble de Cavnic, cosa que va convertir-ne en la darrera invasió tàrtara que es va produir a l'actual territori de Romania. Com a prova de la darrera invasió tàrtara, la ciutat acull un obelisc de 7,2 m d'alçada en què una inscripció llatina indica "Anno 1717 usque hic fuerunt tartari" que significa "Durant l'any 1717 els tàtars han arribat aquí". L'obelisc és conegut entre els locals com a "Tatar Pole" o "Written Rock". Actualment es desconeix la data exacta en què es va construir l'obelisc.
Al cens del regne d'Hongria de 1910, Kapnikbánya (com s'anomenava llavors) es trobava al comtat de Szatmár, districte de Nagybánya. Aleshores tenia 3517 habitants, dels quals 1864 eren hongaresos, 49 eren alemanys i 1604 eren romanesos. El 1497 es va identificar com a catòlic, el 1890 com a grec catòlic i el 89 com a jueu.
Les mines de la ciutat tendeixen a tancar-se i tornar a obrir-se, sovint sense romandre operatives durant molt de temps. A la dècada de 1970, però, Cavnic va experimentar un gran desenvolupament. Es van construir dues pistes d'esquí a Icoana i la ciutat va guanyar motels, pensions i un hotel per aprofitar el seu potencial turístic.
Com a detall interessant d'interès turístic, sembla que una de les inscripcions més antigues trobades mai a les mines europees s'ha descobert a la galeria Voievod de la mina de l'antiga ciutat. La inscripció indica "Hier hats erschlagen Iacob Huber" ("Aquí va ser assassinat Iacob Huber"). El text, datat el 1511, va ser escrit molt probablement per commemorar un accident de mineria.
El 2011 tenia 4.862 residents, dels quals 4.026 eren romanesos (82,8%), 705 hongaresos (14,5%), 28 gitanos, 4 alemanys i 97 altres.

## Fills il·lustres
- Ignaz von Born, geòleg, va néixer aquí el 26 de desembre de 1742.
- Jenő Jendrassik, professor i filòsof hongarès, va néixer aquí el 1824.
- Simon Papp, geòleg hongarès, va néixer aquí el 14 de febrer de 1886.